# Buena Vista (Colorado)
Buena Vista és una població dels Estats Units a l'estat de Colorado. Segons el cens del 2000 tenia 2.195 habitants.

## Demografia
Segons el cens del 2000, Buena Vista tenia 2.195 habitants, 978 habitatges, i 622 famílies. La densitat de població era de 246,4 habitants per km².
Per edats la població es repartia de la següent manera: un 23,6% tenia menys de 18 anys, un 5,1% entre 18 i 24, un 26,7% entre 25 i 44, un 27,8% de 45 a 60 i un 16,7% 65 anys o més.
L'edat mediana era de 42 anys. Per cada 100 dones de 18 o més anys hi havia 85,8 homes.
La renda mediana per habitatge era de 34.800 $ i la renda mediana per família de 40.455 $. Els homes tenien una renda mediana de 32.841 $ mentre que les dones 25.486 $. La renda per capita de la població era de 16.920 $. Entorn del 9,4% de les famílies i l'11,7% de la població estaven per davall del llindar de pobresa.

## Poblacions més properes
El següent diagrama mostra les poblacions més properes.